# Prison d'État de Folsom
Pour les articles homonymes, voir Folsom.
Folsom State Prison
La prison d'État de Folsom (en anglais : Folsom State Prison) est une prison d'État américaine située dans la ville de Folsom, dans le comté de Sacramento, en Californie.

## Présentation
Située à 32 km de Sacramento, la prison d'État de Folsom est l'une des 33 prisons pour adultes du Département des services correctionnels et de réhabilitation de Californie (CDCR). Ouverte en 1880, elle est la seconde plus vieille prison de l'État de Californie après celle de San Quentin. 92 prisonniers condamnés à mort y ont été pendus sur une période de 42 ans.

## Culture populaire
Le film Les Révoltés de la cellule 11 (1954) a été tourné à Folsom, tout comme certaines scènes de Inside the Walls of Folsom Prison, Walk the Line, Comme un homme libre, Sans rémission, 48 heures de plus...
Dès le générique de début de Frankie et Johnny (film, 1991) Al Pacino est libéré de prison. La scène tournée à la prison d’État de Folsom est située à Altoona (Pennsylvanie) dans le film.
La sortie de prison de  Dustin Hoffman dans Le Récidiviste , adaptation du roman d’Edward Bunker, Aucune bête  aussi féroce  a été tournée à  la prison d’État de Folsom.
Sa relative notoriété est en partie due à un des albums de Johnny Cash, At Folsom Prison, et en particulier à la chanson Folsom Prison Blues, reprise par de nombreux artistes.
Dans le jeu vidéo Starcraft 2 (2010), l'empereur Mengsk enferme les criminels du Dominion ainsi que ses ennemis politiques dans une planète-prison appelée Neo-Folsom.
Dans la chanson Walla Walla de l'album Americana (1998), le groupe californien The Offspring parle d'une personne qui va en prison à Folsom: « Hey, in Walla. I'll see you in Walla Walla. Folsom prison is the destination ».
The Work est un film documentaire américain de 2017 qui suit le parcours de trois hommes lors d'une thérapie de groupe de quatre jours avec des détenus de la prison d'État de Folsom.

## Prisonniers célèbres
- Charles Manson, commanditaire du meurtre de Sharon Tate et de trois de ses amis, a été détenu à Folsom de 1972 à 1976[8].
- Edmund Kemper, tueur en série américain, est actuellement détenu à Folsom[9].
- Glen Stewart Godwin, condamné à 25 ans d'emprisonnement, a réussi à s'échapper de la prison de Folsom en 1987[10] et fait partie des dix fugitifs les plus recherchés du FBI.
- Edward Bunker, écrivain américain[11].
- Eldridge Cleaver, militant des droits civiques[12].
- Rick James, chanteur funk américain[13].
- Suge Knight, producteur de hip-hop et cofondateur du label Death Row Records.
- Timothy Leary[14].
- Danny Trejo, acteur américain[15].
- Caryl Chessman y avait déjà purgé une peine d’emprisonnement, lorsqu’en liberté conditionnelle, il sera de nouveau arrêté, condamné à mort et exécuté à la Prison d'État de San Quentin.
- Sonny Barger, membre fondateur des Hell's Angels[16].
- Erik Menéndez, condamné avec son frère Lyle pour double meurtres de leurs parents en 1989